# Fontanna Czterech Rzek

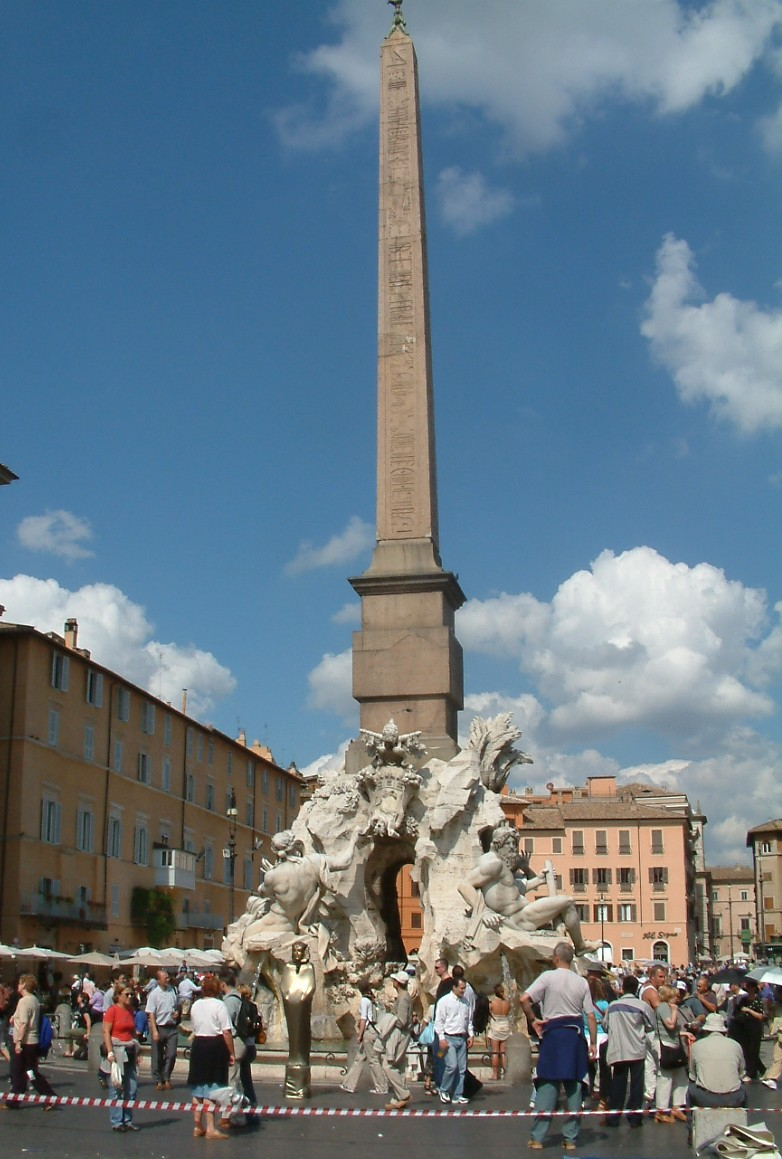
Fontanna Czterech Rzek.

Fontanna Czterech Rzek (wł. Fontana dei Quattro Fiumi) – jedna z najsłynniejszych fontann Rzymu usytuowana w centrum Placu Navona, na wprost kościoła św. Agnieszki w Agonie.
Fontanna została wzniesiona w latach 1650–1651 na zlecenie papieża Innocentego X przez Gianlorenzo Berniniego. Symbolizuje 4 wielkie rzeki z 4 kontynentów: Nil, Dunaj, Rio de la Plata i Ganges. Rzeki przedstawione zostały poprzez figury czterech mężów wspartych na skale utożsamianej z chaosem. Wyjątkowe jest to, że posiadają one różnych autorów: Dunaj, reprezentujący Europę wyrzeźbiony został przez Antonio Raggiego, Ganges (Azja) - przez Claude'a Poussina, Nil (Afryka, postać posiada zasłoniętą twarz, ponieważ w czasie budowy fontanny nie były znane źródła tej rzeki) - przez Giacomo Antonio Fancelliego oraz Rio de la Plata (Ameryka, postać trzyma worek, z którego wysypują się złote monety, symbolizujące bogactwo kontynentu) - przez Francesco Barattę. Brak Australii tłumaczy fakt, że w czasie budowy fontanny kontynent ten nie został jeszcze odkryty przez europejskich żeglarzy.
Nad Fontanną Czterech Rzek wznosi się rzymska kopia egipskiego obelisku, przeniesiona tu na polecenie Berniniego i za zgodą papieża z Cyrku Maksencjusza – tzw. Obelisco Agonale.  Na szczycie obelisku umieszczono gołębia z gałązką oliwną, znajdującego się w herbie Innocentego X i jego rodu - Pamphilich, który zresztą posiadał wówczas swój pałac przy Placu Navona.

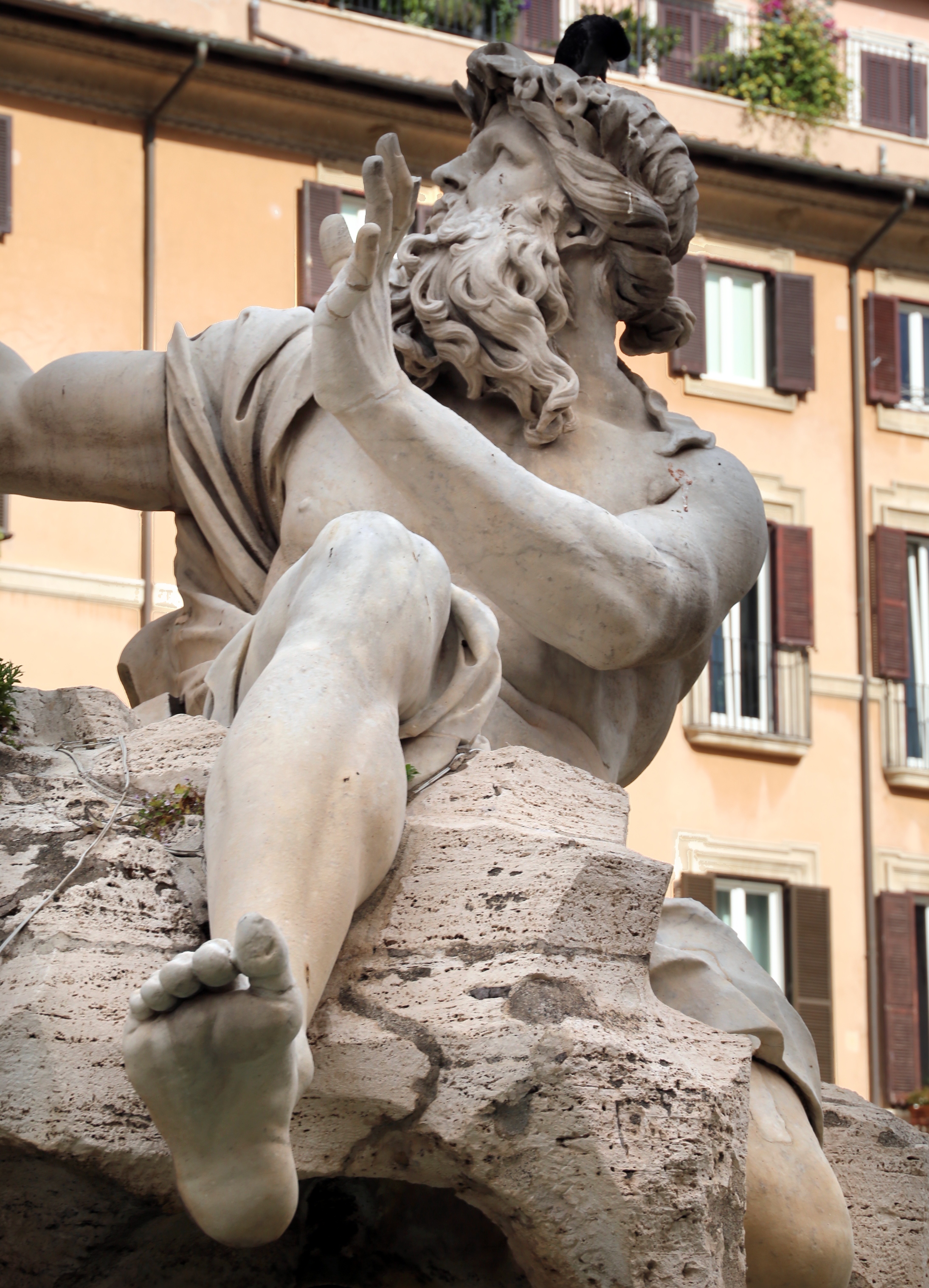
Uosobienie Dunaju
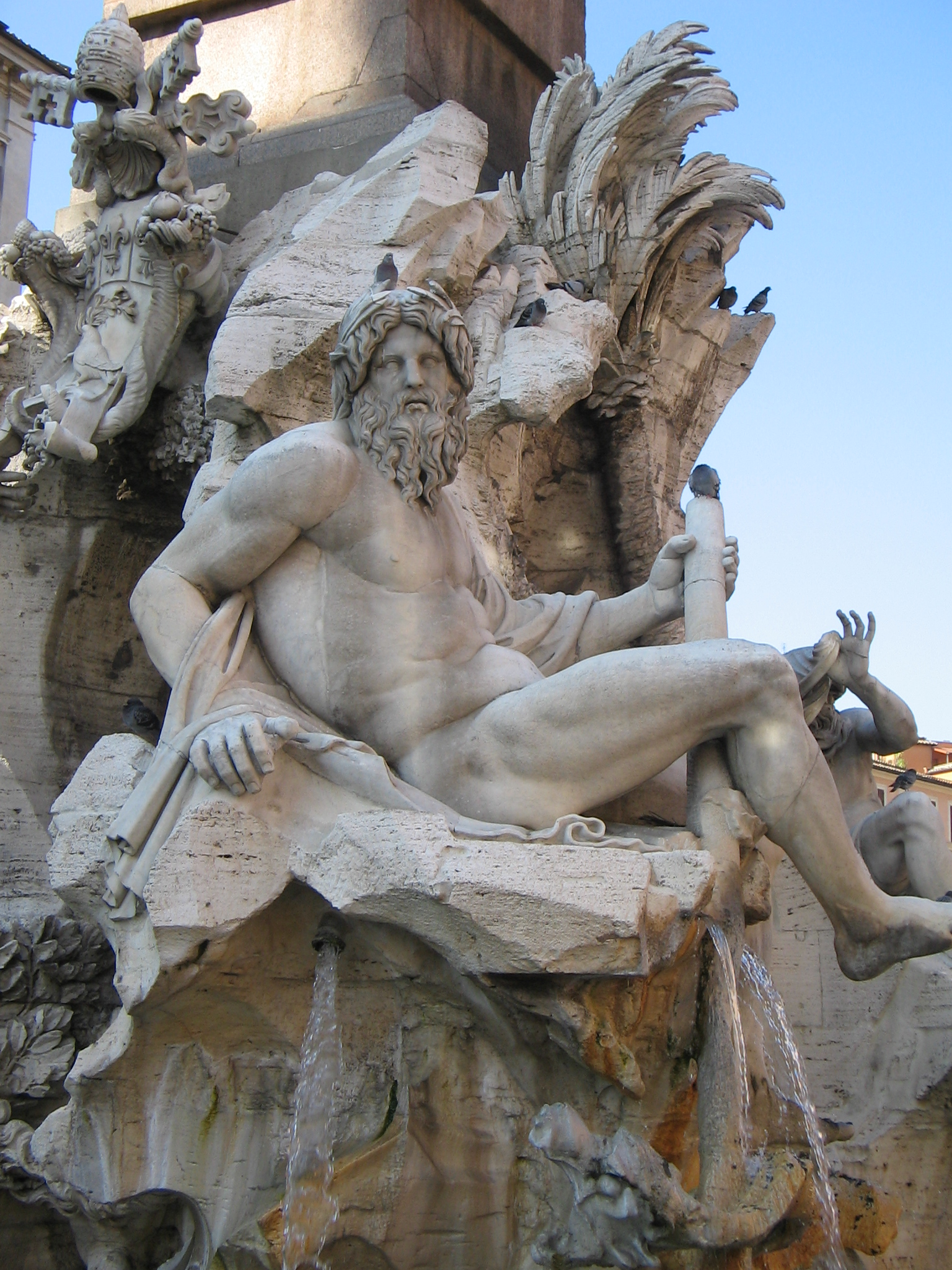
Uosobienie Gangesu
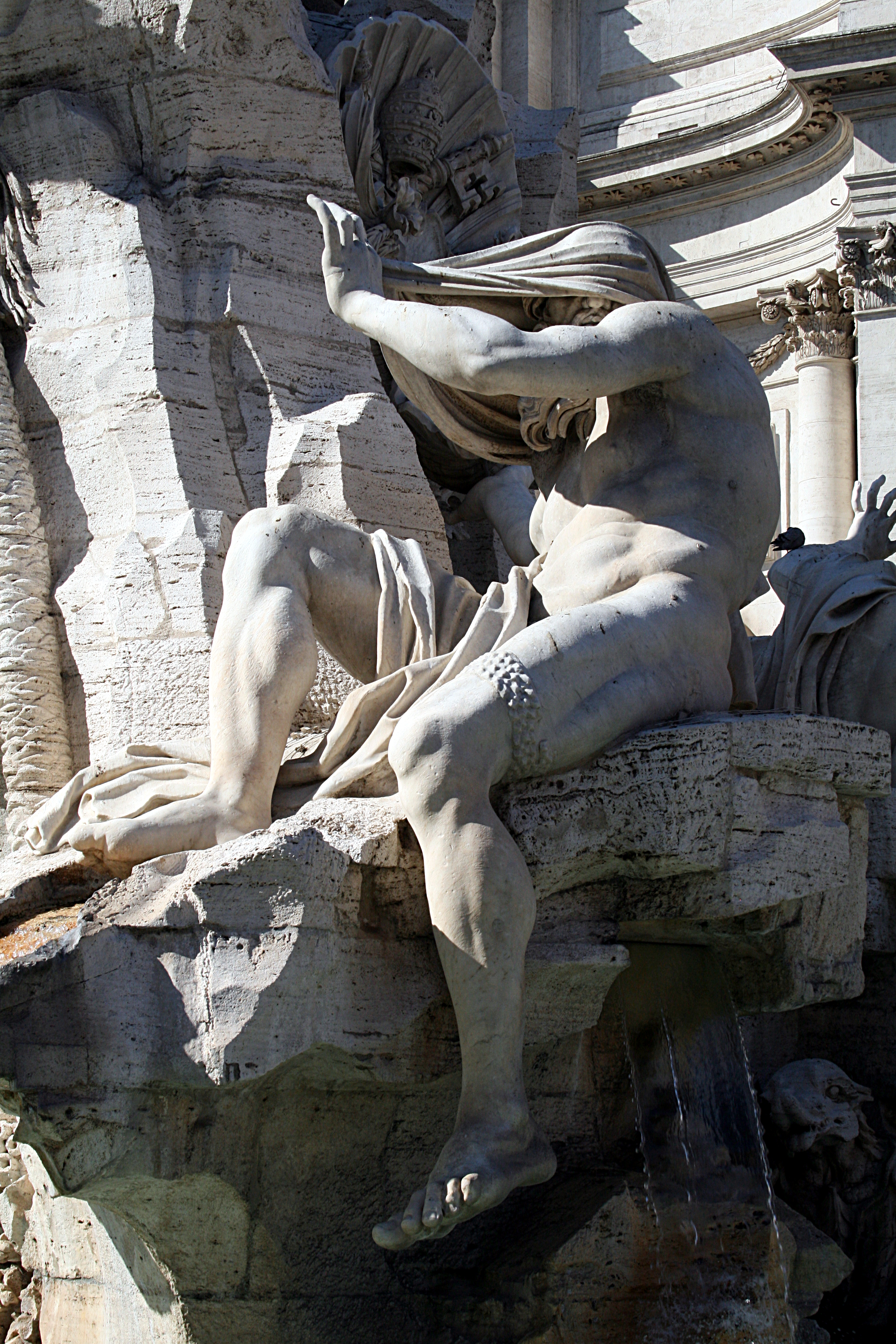
Uosobienie Nilu
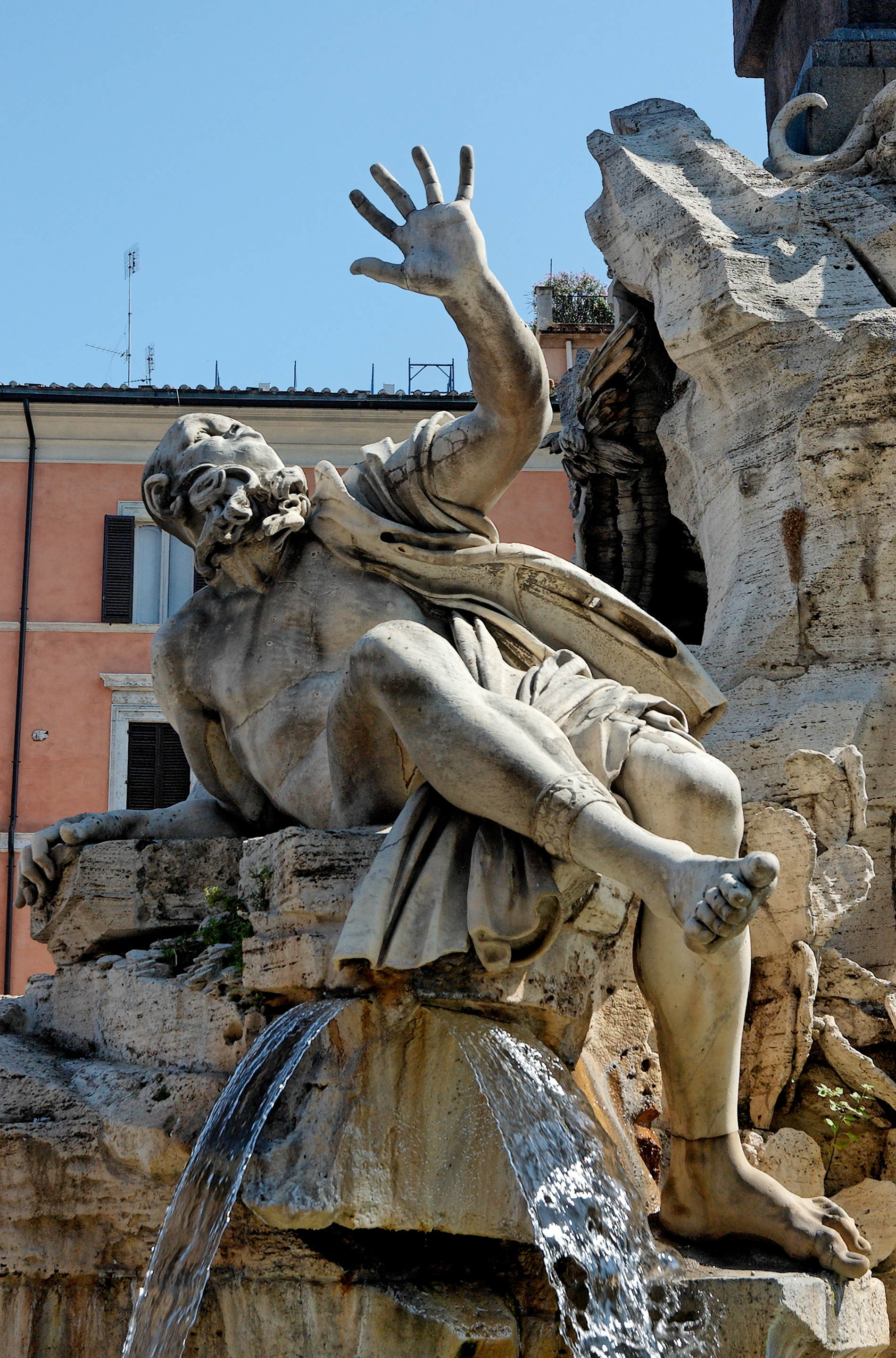
Uosobienie Rio de la Plata
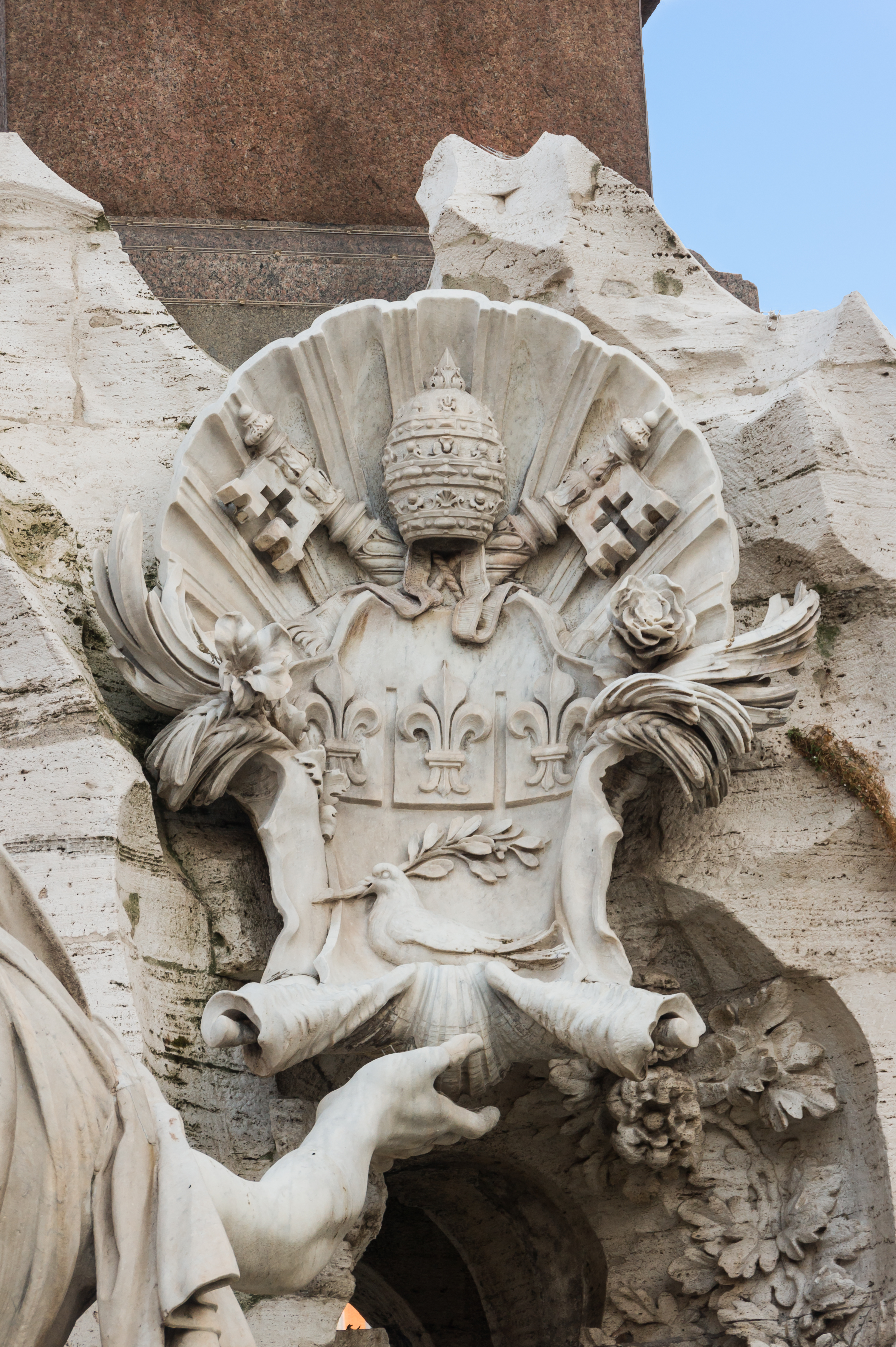
Herb papieża Innocentego X